# カトリック新発田教会
カトリック新発田教会（カトリックしばたきょうかい）は、新潟県新発田市にあるカトリック新潟教区の教会およびその聖堂である。

## 建物
聖堂は1966年（昭和41年）に竣工。建築家アントニン・レーモンドによる設計。レーモンドによる設計は、彼と親交のあった当教会の司祭ジョセフ・ノツォンの依頼で実現した。
丸太材とレンガで作られた優れたデザインの教会である。窓には切り抜いた和紙が貼られステンドグラス風の独特の外観を持つ。教会にはレーモンド自ら焼成した聖水盤や彼の妻のノエミによるデザインの椅子や燭台がある。2004年には日本建築家協会の「第5回 JIA 25年賞」で大賞を受賞した。

## 歴史
教会創立は1931年（昭和6年）。宣教開始は明治初期にさかのぼる。
- 1876年（明治9年） 当地でカトリックの宣教が始められる。
- 1883年（明治16年） 小人町（現大手町）に布教所を設置。
- 1903年（明治36年） 巡回教会となる。
- 1931年（昭和6年） 現在地近くの借家に司祭が定住後、10月に教会創立。
- 1949年（昭和24年） 太平洋戦争により停止していた活動を再開。
- 1966年（昭和41年） アントニン・レーモンド設計による聖堂が完成。
- 2004年（平成16年） 聖堂が「第5回 JIA 25年賞」大賞を受賞。

## 道路拡張の影響
教会の前の道は長年車も通れないような細い道であったが、2000年代に新発田市の都市計画道路「中央町緑町線」が教会の敷地を大きく削る形で計画された。建物のすぐ脇を車道が通ることによる教会の環境悪化や建物の保存に対する懸念から、計画見直しの要望が建築家などから新発田市へ寄せられた。前述の日本建築家協会による「第5回 JIA 25年賞」大賞の受賞には、この問題に対する支援の側面もあった。
同協会はその後、新発田市に対し教会の環境保存の要望書も提出している。
計画は最終的に、教会付近の歩道の幅を広めに取るとともに、教会前の歩道を湾曲させ緑地帯を設置することで決着。
中央町緑町線は2008年11月に開通した。